# Liste der Monuments historiques in Revel (Haute-Garonne)
Die Liste der Monuments historiques in Revel (Haute-Garonne) führt die Monuments historiques in der französischen Gemeinde Revel auf.

## Liste der Bauwerke
| Bezeichnung              | Beschreibung                      | Standort             | Kennzeichnung | Schutzstatus | Datum | Bild           |
| ------------------------ | --------------------------------- | -------------------- | ------------- | ------------ | ----- | -------------- |
| Barrage de Saint-Ferréol | Stausee, erbaut 1682              | (Lage)               | PA31000008    | Inscrit      | 1997  |                |
| Épanchoir du Laudot      | Erbaut 1761                       | Les Thoumasès (Lage) | PA31000031    | Inscrit      | 1998  |                |
| Markthalle               | Erbaut im 14. Jahrhundert         | (Lage)               | PA00094435    | Classé       | 2006  | weitere Bilder |
| Pont du Riat             | Brücke, erbaut im 17. Jahrhundert | (Lage)               | PA31000032    | Inscrit      | 1998  | weitere Bilder |